# ماركو ماتياس (سياسي)
ماركو ماتياس (بالإسبانية: Marco Matías (politician))‏ هو سياسي مكسيكي، ولد في 25 أبريل 1956 في ولاية غيريرو في المكسيك. حزبياً، نشط في حزب الثورة الديمقراطية. وقد انتخب عضو مجلس النواب المكسيك.